# Gunilla Allard
Gunilla Maria Allard, född 1 december 1957 i Grebo församling, Östergötlands län, är en svensk inredningsarkitekt, möbelformgivare och scenograf.

## Biografi
Gunilla Allard började som rekvisitör och scenograf, bland annat för filmerna Ingenjör Andrées luftfärd (1982) och Skyddsängeln (1990). Hon utbildade sig på i inredning på Konstfack i Stockholm 1983-88, och 1985 också på avdelning för bild på Det Kongelige Danske Kunstakademi i Köpenhamn. Hon formgav från 1989 möbler för Lammhults Möbel AB och ritade då möbelserierna Cinema 1993 och Casino 1997. Hon har även ritat mattor för Kasthall. I samband med invigningen av Linköpings stifts- och landsbibliotek 2000 ritade hon för Lammhults stolar till läse- och samlingssalarna.
Hon fick Bruno Mathssonpriset år 2000.